# Tố Phang
Tố Phang trên thật là Ngô Văn Phát (1910 - 1983), là nhà văn, nhà thơ Việt Nam thời tiền chiến. Khi viết, ngoài bút hiệu Tố Phang, ông còn ký là Thuần Phong, Đồ Mơ.

## Tiểu sử
Ông sinh ngày 16 tháng 11 năm 1910 tại Vĩnh Lợi (Bạc Liêu).
Thuở nhỏ, ông học chữ Hán với cha, văn chương bình dân (tục ngữ, ca dao) với mẹ, và học tiểu học tại Vĩnh Lợi. Sau đó, ông lên Sài Gòn học, đậu bằng Thành chung rồi nhập ngạch họa đồ ngành công chánh tại nơi ấy.
Ông yêu thích văn chương từ khi hãy còn nhỏ. Năm 14 tuổi, ông bắt đầu tự làm một số câu ca dao gửi đăng báo Phụ nữ tân văn, rồi thường xuyên cộng tác với báo ấy từ năm 1928 đến năm 1935. Cũng trong quãng thời gian đó (khi chưa đầy 20 tuổi), ông đã làm thơ họa 10 bài Khuê phụ thán của Thượng Tân Thị.
Năm 1957, ông được hội Encyclopaedia Britannica ở Luân Đôn (Anh) mời cộng tác. Nhận lời, ông gửi bài "Khảo cứu về thành phố Sài Gòn" và được đăng vào bộ tự điển của hội.
Năm 1964, quyển Ca dao giảng luận của ông đã được nhà nghiên cứu Maurice Durand lược trình và bình luận trong bộ sách của trường Viễn Đông Bác cổ. 
Cũng trong năm ấy, ông được tổ chức Nghiên cứu Việt học của trường Đại học Sorbonne (Pháp) mời tham gia Dự án Nguyễn Du (Projet Nguyễn Du) để chuẩn bị cho cuộc lễ kỷ niệm 200 năm "năm sinh Nguyễn Du" (1965). Nhận lời, ông gửi thiên khảo luận "Nguyễn Du et la Métrique populaire" (Nguyễn Du với thể dân ca) và được đăng vào bộ sách Mélanges sur Nguyen Du (Tạp luận về Nguyễn Du) .
Đồng thời với việc trước tác, ông còn là một nhà giáo. Ông từng dạy Việt văn tại trường Pétrus Ký (Sài Gòn), dạy Văn học dân gian tại Đại học Văn khoa (Sài Gòn), Sư phạm Huế và Đại học Cần Thơ.
Nhà thơ Tố Phang mất năm 1983 tại Thành phố Hồ Chí Minh, hưởng thọ 73 tuổi.

## Tác phẩm
Căn cứ theo sách Việt Nam thi nhân tiền chiến (quyển trung), thì tác phẩm của Tố Phang có:
- Cô gái thành: tập thơ vui, ký bút hiệu Đồ Mơ, làm năm 1938, Sao Mai xuất bản năm 1948 tại Sài Gòn.
- Những cuộc biển dâu: tập thơ, làm năm 1938, Sao Mai xuất bản năm 1950 tại Sài Gòn.
- Bức tranh vân cẩu: tập thơ, làm từ năm 1930 đến 1944.
- Hoa gương hương gió: tổng hợp các bài thơ làm từ năm 1929 đến 1960, xếp thành 3 tập là: Bụi ngày xanh, Sóng lòng, Bụi đô thành.
- Ca dao giảng luận

Ngoài ra, theo website Tri thức Việt, ông còn có: Ngụ ngôn Việt Nam I, II (thơ), Bóng người qua (1928), Giữa Đồng Tháp Mười, Giọt lệ phòng đào (1929), và nhiều tác phẩm kịch, giảng luận văn chương Việt Nam.

## Thơ Tố Phang
Là một thi nhân, Tố Phang đứng riêng ra ngoài những phong trào, phe phái. Ông âm thầm học tập và lặng lẽ trước tác. Thành quả tốt đẹp là ông đã nhận được 6 giải thưởng văn chương...
Nhìn chung, thơ ông đều mang tính chất một cuộc tình hợp tan, nhuốm màu sắc tôn giáo, hoặc nói về thời cuộc lúc bấy giờ . Dưới đây là một vài đoạn thơ đã được sách Việt Nam thi nhân tiền chiến (quyển trung) giới thiệu.
| Buổi thơ ấu (trích) Buổi thơ ấu, những ngày khô ráo, Anh cùng em ẩn náu sau vườn, Giả làm một cặp uyên ương, Biết bao thân ái giữa vườn thanh u? Trí tưởng tượng ngây thơ cũng quái, Ta bẻ cây cất trại che chòi, Nhánh sung dựng cột hẳn hòi, Vách dùng lá chuối, nóc phơi lá dừa. Anh móc đất nắn đồ trong bếp, Em hái rau dọn tiệc linh đình, Cửa chòi đủng đỉnh che mành, Mái hiên bông bụp vòng quang giả đèn... ...Cùng nhau duyên đã bén duyên, Đôi ta dường đã thệ nguyền trăm năm. Nhưng con tạo oái oăm độc ác Chẳng cho ai an lạc lâu dài, ...Lớn lên một nẻo một người, Đôi chim lẻ bạn giữa trời phong ba. Buổi thơ ấu đã qua không lại, Thú trẻ con tìm mãi đâu ra. Vườn xưa đổi chủ thay hoa, Người xưa nhớ bạn, tuổi già tiếc xuân. (Sóng lòng) | Một bước đi (trích) Một bước đi là một tiếc thương, Vắng hoa tiều tụy cả khu vườn, Vắng trăng buồn lạt trời thu quạnh, Vắng bạn lòng tơ mấy đoạn vương. Một bước đi là một nhớ nhung, Xa hoa vườn vắng tiếng côn trùng, Xa trăng trời vắng mùa thu đẹp, Xa bạn lòng tơ luống não nùng. Mỗi một lần đi, chết một lần, Chết vì xa vắng bạn tương thân, Chết trong mắt biếc, trong cười nụ, Chết rũ trong lòng cạn ái ân... (Sóng lòng) Nén hương (trích) ...Hương cùng thi sĩ như nhau, Nỗi mình, mình biết ai nào thấu cho. Hương tàn lưu lại nắm tro, Thi nhân lưu lại nấm mồ, câu thi. Nấm tro gió thổi bay đi, Nấm mồ ngọn cỏ xanh rì mọc lên. Câu thi thiên hạ dần quên, Ngàn thu thi sĩ còn tên tuổi gì? Mỹ Thuận, 22 tháng 11 năm 1933. |

## Sách tham khảo
- Nguyễn Tấn Long - Nguyễn Hữu Trọng, Việt Nam thi nhân tiền chiến (quyển trung). Nhà xuất bản Sống Mới, Sài Gòn, 1968.